# El mito del siglo XX
El mito del siglo XX (Der Mythus des zwanzigsten Jahrhunderts) es un libro de 1930 de Alfred Rosenberg, uno de los principales ideólogos del Partido Nazi y editor del periódico nazi  Völkischer Beobachter . El "mito" titular (en el sentido especial  Soreliano) es "el mito de la sangre, que bajo el signo de la esvástica desencadena el mundo. Es el despertar de la raza-alma, que después de un largo sueño termina victoriosamente con el caos racial ".
El libro ha sido descrito como "uno de los dos grandes bestsellers no leídos del Tercer Reich" (el otro es  Mein Kampf ). En privado Adolf Hitler dijo: "Debo insistir en que "El mito del siglo XX" de Rosenberg no debe considerarse como una expresión de la doctrina oficial del partido" ("Las conversaciones secretas de Adolf Hitler 1941-1944", Hitler objetó el paganismo de Rosenberg).
Sin embargo el propio Hitler otorgó el primer  Premio estatal de arte y ciencia al autor de "El mito del siglo XX". El documento oficial que acompaña al premio "elogia expresamente a Rosenberg como una 'persona que, de manera científica y penetrante, ha sentado las bases firmes para la comprensión de las bases ideológicas del nacionalsocialismo'" (Tercer Reich: hechos y documentos).

## Influencias de Rosenberg
Rosenberg se inspiró en las teorías de Arthur de Gobineau, en su libro de 1853-1855 "Un ensayo sobre la desigualdad de las razas humanas", y por Houston Stewart Chamberlain. "El mito del siglo XX" de Rosenberg fue concebido como una secuela del libro de Chamberlain de 1899 "Los fundamentos del siglo XIX". Rosenberg creía que Dios creó a la humanidad como razas separadas y diferenciadas en una jerarquía en cascada de nobleza de virtud, no como individuos separados o como entidades con naturalezas de "pizarra en blanco". Rosenberg rechazó duramente la idea de una humanidad "globular" de homogeneidad de la naturaleza como contrafáctica, y afirmó que cada raza biológica posee un alma discreta y única, afirmando que la Raza aria caucasoide, con los  germanos  nórdicos supuestamente componiendo su élite de vanguardia, como cualitativamente superior, de una manera vagamente "ontológica", en comparación con todos los demás grupos étnicos y raciales: el ario nórdico germánico como ideal platónico de la humanidad.
Otras influencias incluyen las ideas antimodernistas y "revolucionarias" del romanticismo de Friedrich Nietzsche, el romanticismo del Santo Grial de Richard Wagner inspirado por la tesis neo-budista de Arthur Schopenhauer, el vitalismo místico haeckeliano, el filósofo medieval alemán Meister Eckhart y los herederos de su misticismo y el Arianismo Nordicista en general. [cita requerida]

## Esquema del contenido del libro
La interpretación racial de Rosenberg de la historia se concentra en la influencia negativa de la raza judía en contraste con la raza aria. Él equipara este último con la raza nórdica del norte de Europa y también incluye al pueblo bereber de África del Norte y las clases altas del Antiguo Egipto. Los bereberes, entre los que aún hoy se encuentran pieles claras y ojos azules, no se remontan a las invasiones de los Vándalos del siglo V d. C., sino a la ola humana nórdica atlántica prehistórica. Cazadores kábilas, por ejemplo, son en gran medida todavía totalmente nórdicos, por lo que los bereberes rubios en la región de Constantina forman el 10% de la población; en Djebel Sheshor son incluso más numerosos ", Alfred Rosenberg,  El mito del siglo XX (1930). Según Rosenberg, la cultura moderna ha sido corrompida por influencias semíticas (cf. antisemitismo), que han producido el moderno arte degenerado, junto con moral y social degeneración. En contraste, la cultura aria se define por una sensibilidad moral innata y una enérgica voluntad de poder. Rosenberg creía que las razas superiores deben gobernar sobre las inferiores y no  cruzarse con ellas, porque el cruzamiento destruye la combinación divina de herencia física y espíritu. Utiliza una metáfora orgánica de la raza y el  Estado y argumenta que los nazis deben purificar el alma de la raza eliminando los elementos no arios de la misma manera despiadada e intransigente en la que un cirujano cortaría un cáncer de un cuerpo enfermo.
En la visión de Rosenberg de la historia mundial, los arios que migraron fundaron varias civilizaciones antiguas que luego declinaron y cayeron debido al matrimonio con razas menores. Estas civilizaciones incluyeron la civilización indo-aria, la antigua Persia, Grecia y Roma. Vio las antiguas invasiones germánicas del imperio romano como "salvando" su civilización, que había sido corrompida tanto por la mezcla de razas como por el cristianismo "judaizado-cosmopolita". Además, afirmó que la persecución de los hugonotes bajo Luis XV (persecuciones de los protestantes en Francia) y otras áreas representaron la eliminación de los últimos restos del elemento ario en esas áreas, un proceso completado por la revolución francesa. En la Europa contemporánea, vio las áreas del norte que abrazaron el protestantismo como las más cercanas al ideal racial y espiritual ario.
Siguiendo a H. S. Chamberlain y otros teóricos del   völkisch , él creía que Jesús era un ario (específicamente un amorreo o hitita hurrita), y que el cristianismo original era una religión "aria" (iraní), pero había sido  corrompido por los seguidores de Pablo de Tarso. El "Mito" es muy anticatólico, ya que ve el cosmopolitismo de la Iglesia y la versión "judaizada" del cristianismo como uno de los factores de la esclavitud espiritual de Alemania. Rosenberg enfatiza particularmente las enseñanzas antijudaicas de las herejías marcionismo y "ario-persa" maniqueísmo como más representativas del verdadero Jesucristo "antijudaico" y más adecuadas a la cosmovisión nórdica. Rosenberg vio a Martín Lutero y la Reforma como un paso importante hacia la reafirmación del "espíritu ario", pero en última instancia, ambiguos al no haber ido lo suficientemente lejos en la fundación de otra iglesia dogmática.
Cuando discutió el futuro de la religión en el futuro Reich, sugirió que se toleraran una multiplicidad de formas, incluyendo "cristianismo positivo", neopaganismo, y una forma de hinduismo ario "purificado". Consideraba que todos estos sistemas religiosos eran alegóricos a la manera de la enseñanza de la religión de Schopenhauer como "metafísica popular", y era escéptico de que los dioses nórdicos, cuyas claves de interpretación se habían perdido en gran parte en el tiempo involutivo, pudieran afianzarse en tiempos modernos, sin conceder siquiera la conveniencia de la posibilidad.
Otro mito, al que dio credibilidad "alegórica" y esotérica, fue la idea hermética de Atlantis, que él sintió que podría preservar un recuerdo de una antigua patria aria:
 Y así hoy la hipótesis derivada a largo plazo se convierte en una probabilidad, a saber, que desde un centro de creación del norte que, sin postular un continente atlántico sumergido real, podemos llamar Atlántida, enjambres de guerreros una vez desplegados en abanico en obediencia al siempre renovado y encarnado anhelo nórdico de la distancia para conquistar y el espacio para dar forma. 
Este relato de la historia del mundo se utiliza para respaldar su modelo dualista de la experiencia humana, al igual que las ideas tomadas de Nietzsche y los escritores Darwinistas sociales de la época.

## Influencia del libro
Gracias al apoyo nazi, el libro había vendido más de un millón de copias en 1944. Sin embargo, Adolf Hitler declaró que no debía considerarse una ideología oficial del Partido Nazi:
Según el periodista Konrad Heiden, Rosenberg le había dado el manuscrito a Hitler para que lo examinara antes de su publicación. Después de un año, Hitler todavía no tenía nada que decir. Hitler le devolvió el trabajo aún sin leer diciendo: "Estoy seguro de que está bien". En su diario Joseph Goebbels llamó al libro "muy bueno" cuando lo leyó por primera vez. Sin embargo Albert Speer recordó que Goebbels se burló de Alfred Rosenberg. Goebbels también llamó al libro un "eructo filosófico".
Hermann Göring dijo: "si Rosenberg decidiera ... solo tendríamos rito, mito y ese tipo de estafas". Gustave Gilbert, el psicólogo de la prisión durante el Juicios de Nuremberg, informó que ninguno de los líderes nazis que entrevistó había leído los escritos de Rosenberg.
Su declaración abierta de sentimiento anticristiano hizo difícil dar a Rosenberg una posición de prominencia cuando los nazis ascendieron al poder. Incluso en su bastión Hamburgo, solo el 0,49% de los habitantes se identificaban como pertenecientes al movimiento de fe anticristiano neopagano (en 1937), mientras que los cristianos alemanes y su Cristianismo positivo tenían una posición sólida. Muchos de los ataques al libro después de su publicación en 1930 provinieron de su explícito mensaje anticristiano. Rosenberg escribió dos suplementos a la obra, respondiendo a los críticos católicos y protestantes. En el primero, "Sobre los hombres oscuros de nuestro tiempo: una respuesta a los críticos del mito del siglo XX", acusó a los católicos de intentar destruir el carácter nacional promoviendo el separatismo en las partes católicas del país. Su segunda respuesta,  Peregrinos protestants a Roma: la traición contra Lutero y El mito del siglo XX , argumentó que el luteranismo moderno se estaba acercando demasiado al catolicismo. 